# Abbaye d'Aberconwy
Pour les articles homonymes, voir Aberconwy.
L'abbaye d'Aberconwy est une ancienne fondation cistercienne située dans la ville de Conwy, puis transférée ultérieurement à Maenan (en), près de Llanrwst. C'était, au XIIIe siècle, l'abbaye la plus importante du nord du pays de Galles.
La chapelle d'origine, située à Conwy, a été reconvertie en église paroissiale.

## Histoire
Un groupe de moines de l’abbaye de Strata Florida avait fondé une maison cistercienne à Rhedynog Felen non loin de Caernarfon en 1186. Quatre ou cinq ans plus tard, ils partirent à Conwy, et en 1199 Llywelyn le Grand, devenu récemment souverain de Gwynedd, leur fit donation de plusieurs terres. Llywelyn est pour cette raison considéré comme le fondateur de l'abbaye, laquelle en vint, sous sa protection, à détenir plus de fiefs que toute autre abbaye galloise (plus de 160 km2). Llywelyn, mort en 1240, fut enterré dans cette abbaye, ainsi que son fils et successeur Dafydd ap Llywelyn, en 1246. En 1248, la dépouille de l'autre fils de Llywelyn, Gruffydd ap Llywelyn, qui s'était tué en 1244 en tentant de s'évader de la Tour de Londres, fut ramenée à Aberconwy après négociation de l'abbé d’Aberconwy et de l’abbé de Strata Florida.
Par la suite, l’abbé d’Aberconwy s'imposa comme un intermédiaire important entre Llywelyn le Dernier et la Couronne d'Angleterre : en 1262 il était l'unique émissaire de Llywelyn pour les pourpalers.
En 1282, le roi anglais Édouard Ier encercla Snowdonia avec une forte armée. Le 11 décembre, Llywelyn ap Gruffudd fut attiré dans un piège et assassiné. L’année suivante, Édouard obligea les moines à quitter Conwy pour Maenan (en), plus en amont dans la vallée de la Conwy, afin de fortifier Conwy et d'y établir un château fort. Les frères devaient avoir entièrement évacué la place à la fin de 1284, moyennant quoi le roi Édouard finançait la construction d'une nouvelle abbaye.
Au XVe siècle, l’abbé John ap Rhys entra en conflit avec l’abbaye de Strata Florida ; il dépêcha plusieurs de ses moines et quelques soldats pour prendre d'assaut cette abbaye.
L'abbaye, évaluée à 162 £ en 1535, fut dissoute en 1537.

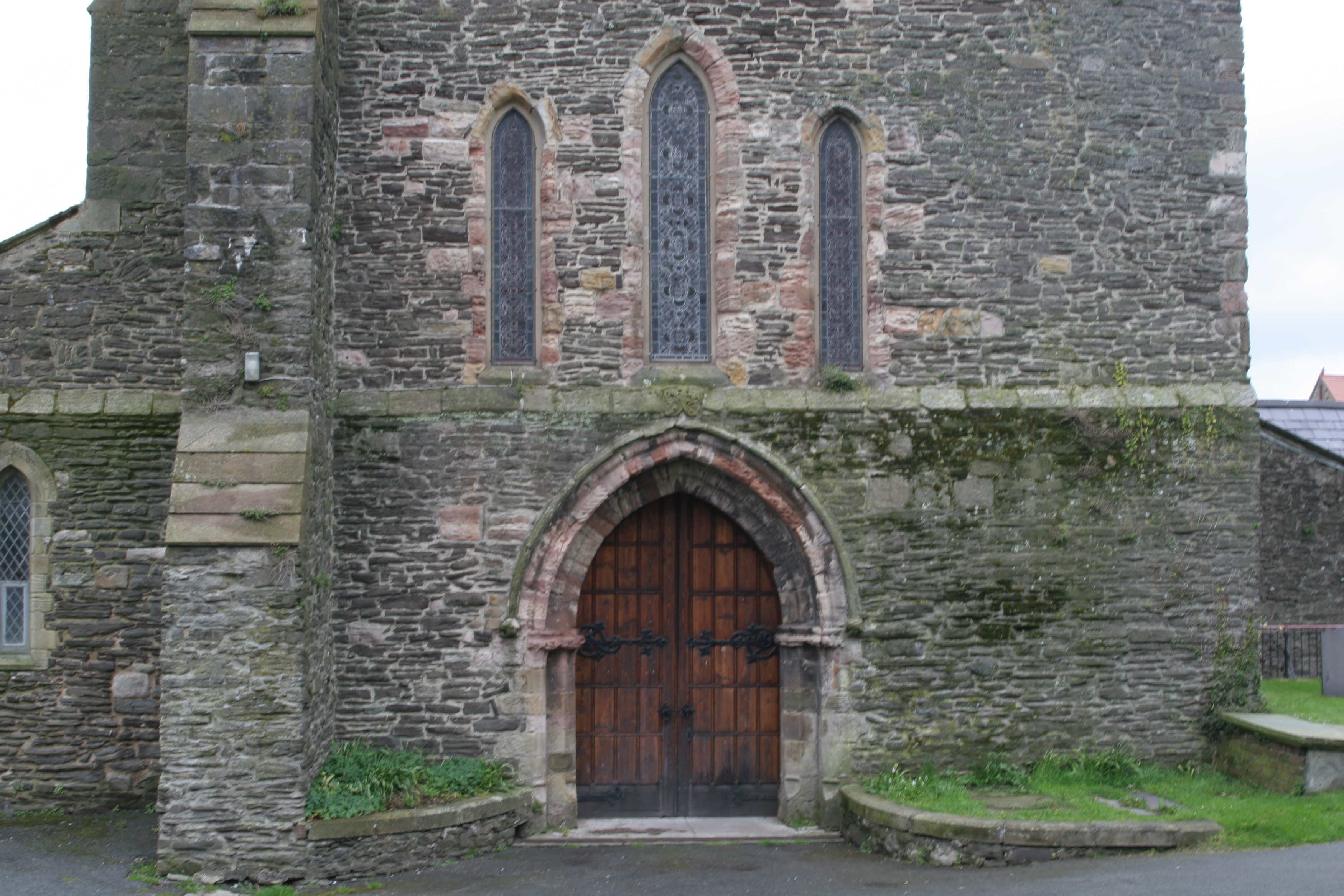
abbey church doorway

Il ne subsiste que de maigres vestiges des bâtiments de l'abbaye de Maenan (en), mais la chapelle d'origine, située à Conwy, a été réaménagée en église paroissiale, et malgré de multiples travaux au fil des siècles, plusieurs motifs de l'édifice d'origine ont survécu. On pense que les autres bâtiments de l'abbaye étaient situés au nord et à l'est de l'église.

### Sources
- (en) Bibliographie, histoire et images de l'abbaye